# Canterburyjska provincija
Canterburyjska provincija, ili manje formalno Južna provincija, jedna je od dvije crkvene provincije koje čine Englesku crkvu. Druga je Yorčka provincija i ona se sastoji od 12 biskupija.
 
Caterburijska provincija se sastoji od 30 biskupija, koje pokrivaju otprilike dvije trećine Engleske, dijelove Walesa i Kanalske otoke, dok ostatak čini kontinentalna Europa (pod jurisdikcijom Gibraltarske biskupije za Europu).
Metropolitski biskup Canterburyjske provincije je nadbiskup Canterburyja koji također nadgleda izvanprovincijsku župu Falklandske otoke, te Cejlonsku crkvu - anglikanska crkva na Šri Lanki ustanovljena 1845. koja ima dvije biskupije: biskupiju Colombo i biskupiju Kurunegala, a obje su izvanprovincijalne biskupije pod jurisdikcijom Canterburyjskog nadbiskupa.

## Lichfieldska provincija
Između 787. i 803. godine na Sinodu u Chelseaju, sukladno inzistiranju kralja Offe od Mercie, biskup Hygeberht proglašen je nadbiskupom a sve iz razloga što je kralj želio da "njegov" nadbiskup konkurira Canterburyjskom nadbiskupu. Tim činom je ustanovljena Lichfieldska provincija koja je bila treća provincija.
Nakon Offine smrti 796. godine, papa Lav III. je Hygeberhtu oduzeo rank nadbiskupa te Lichfieldskoj provinciji vratio status biskupije i stavio je pod jurisdikciju Canterburyjske provincije. 803. godine Koncil iz Cloveshoa prihvatilo je ovu odluku. 

## Irska Crkva
Irski crkveni Zakon iz 1869. (Irish Church Act 1869.) godine bio je Zakon Parlamenta Ujedinjenog Kraljevstva kojim je Irska Crkva odvojena od Engleske crkve čime je postala autonomna Crkva. Zakon je donesen tijekom prvog mandata premijera Williama Ewarta Gladstonea (29. prosinca 1809. – 19. svibnja 1898.), a stupio je na snagu 1. siječnja 1871. godine.

## Crkva u Walesu
Na osnovu Zakona Parlamenta iz 1911. (Parliament Act 1911) uslijedio je Welshki Zakon o Crkvi iz 1914. godine, (Welsh Church Act 1914) čijim usvajanjem je Crkva u Walesu 1920. godine lišena statusa i privilegija utemeljene crkve te stoga više nije bila državna crkva.
 
Sastoji se od šest biskupija i crkvena je provincija anglikanske zajednice. Nadbiskupija Walesa nema stalnog nadbiskupa, već tu funkciju obnaša jedan od šest dijecezanskih biskupa. Taj položaj trenutno obnaša John Davies, biskup Swansea i Brecona.

## Provincijsko Vijeće
Biskupi Južne Provincije održavaju sastanke u Vijećima u kojima su biskupske uloge analogne ulogama unutar katedralnog kaptola. U 19. stoljeću Edward White Benson (14. srpnja 1829. – 11. listopada 1896.), nadbiskup Canterburyja, diskutirao je s biskupom od Winchestera i drugima o ulozi biskupa iz Winchestera u okviru kaptola.
 
Knjižničar palače Lambeth (službene londonske rezidencije Canterburyjskog nadbiskupa) Samuel Kershaw otkrio je dokumente u kojima je bilo navedeno da je biskup Winchestera bio poddekan, a biskup Lincolna kancelar (sudac konzistorijalnog suda), te druge dokumente po kojima je biskup Winchestera bio kancelar, a biskup Lincolna vicekancelar.

Benson je presudio da će biskup iz Winchestera biti kancelar provincije i dodatno poddekan samo tijekom upražnjenog mjesta u Londonskoj biskupiji.

Od tada, uz Canterburyjskog nadbiskupa (metropolita i primasa), službenici kaptola su:
- Londonski biskup - Dekan
- Biskup iz Winchestera - kancelar (Dekan tijekom London sede vacante)
- Biskup Lincolna - vicekancelar
- Biskup Salisburyja - precentor[18]
- Biskup Worcestera - kapelan
- Biskup Rochestera - nositelj križa.[19]

## Biskupi koji se kvalificiraju kao Duhovni lordovi
Londonski i Winchesterski biskupi pridružuju se nadbiskupu Canterburyja i dvojici iz Sjeverne provincije Engleske - Yorške provincije, (po jedan iz Yorka te Durhama), u tome da po službenoj dužnosti (što znači na temelju funkcije koju obavljaju, dakle automatski) sjede u Domu lordova podložni pridržavanju određenih ustavnih konvencija koje su naložene Duhovnom lordu, zahtijevajući od njih da govore, iako često politički ali svakako nepristrano, i da ne sudjeluju u glasovanju u kojemu članovi stranaka glasuju prema stranačkoj platformi, a ne prema vlastitoj individualnoj ideologiji ili volji svojih donatora ili birača. Dvadeset i jedan dijecezanski biskup Engleske Crkve (koji su najduže služili) čine ostale Duhovne lordove u Domu lordova.

## Galerija
- Katedrala u Canterburyju
- Palača Lambeth, službena londonska rezidencija nadbiskupa od Canterburyja
- Katedrala u Rochesteru
- Katedrala u Chelmsfordu
Chelmsford Essex
- Crkva sv. Mihaela i Svih Anđela,
 Lambourn
 u Berkshiru
- Crkva sv. Helene,
 Abingdon u Oxfordshiru